# GPR27
GPR27, G protein-spregnuti receptor 27, je protein koji je kod čoveka kodiran GPR27 genom.

## Literatura
1. ↑  Matsumoto M, Saito T, Takasaki J, Kamohara M, Sugimoto T, Kobayashi M, Tadokoro M, Matsumoto S, Ohishi T, Furuichi K (2000). „An evolutionarily conserved G-protein coupled receptor family, SREB, expressed in the central nervous system”. Biochem Biophys Res Commun. 272 (2): 576—82. PMID 10833454. doi:10.1006/bbrc.2000.2829.
2. ↑  „Entrez Gene: GPR27 G protein-coupled receptor 27”.